# Giới tinh hoa

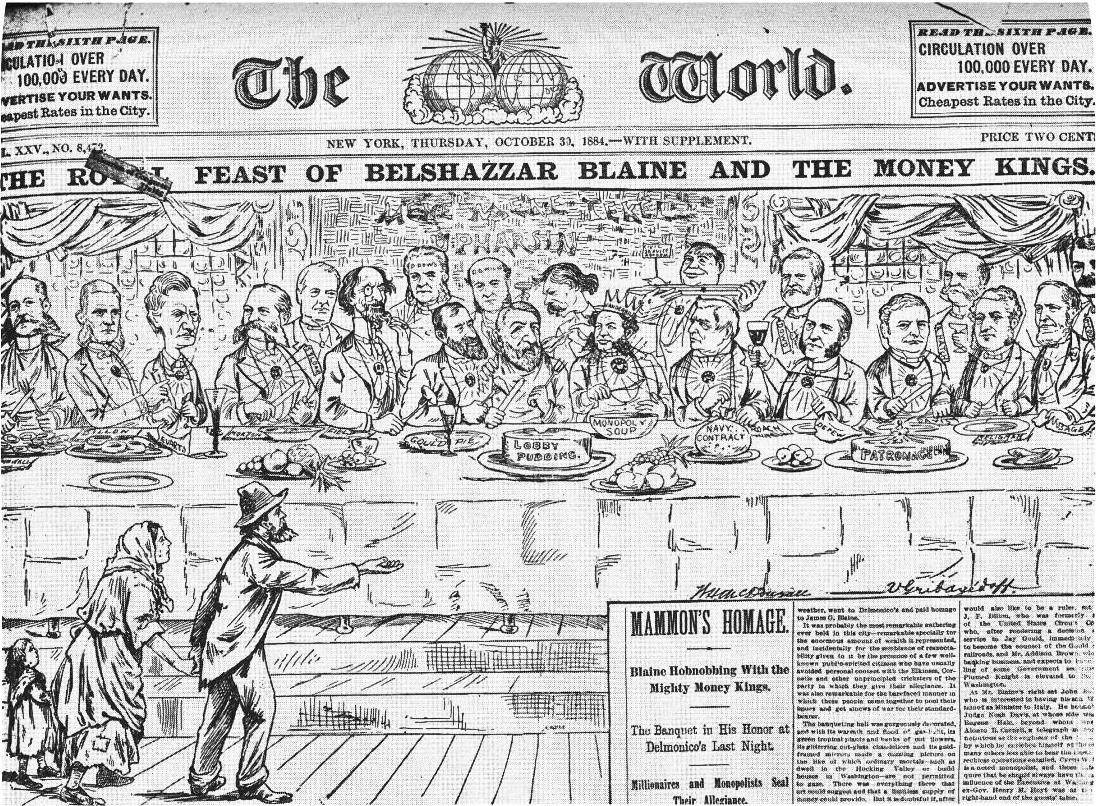
Tranh biếm họa chính trị có từ tháng 10 năm 1884 khắc họa cảnh những nhà tài phiệt giàu có đang dự yến tiệc trên bàn trong khi một gia đình nghèo khổ thì xin ăn bên dưới

Trong lý luận chính trị-xã hội thì giới tinh hoa, hay còn có các tên gọi khác như tầng lớp tinh hoa, giới tinh anh hoặc thành phần ưu tú, là một nhóm nhỏ những người có quyền thế nắm giữ khối tài sản bất cân xứng, nắm giữ đặc quyền đặc lợi, quyền lực chính trị hoặc có trình độ chuyên môn trong xã hội. Tùy theo từng trường hợp mà giới tinh hoa còn có thể chỉ đến những cán bộ cao cấp hoặc cả một đội quân tinh nhuệ. Theo định nghĩa trong Từ điển Cambridge thì "giới tinh hoa" là "những cá nhân hoặc tổ chức được công nhận là có thế lực lớn nhất so với những đối tượng khác cùng kiểu thức."
Nhà xã hội học người Mỹ C. Wright Mills cho rằng các thành viên của nhóm tinh hoa quyền lực sẽ công nhận địa vị cao quý chung của các thành viên khác trong xã hội. "Theo thông lệ,  'họ chấp nhận một đối tượng khác, hiểu một cá nhân khác, cưới một người khác, có xu hướng làm việc và đắn đo suy nghĩ nếu như không cùng nhau ít nhất là trông giống nhau'." "Đó là sự hiện hữu được kiểm soát tốt trong đó giáo dục đóng vai trò phản biện."